# وليم ترمب
وليم ترمب (بالإنجليزية: William Trump) هو عسكري أمريكي، ولد في 7 نوفمبر 1923 في بلومسبورغ في الولايات المتحدة، وتوفي في 24 يوليو 2009 في Tampa Bay ‏ في الولايات المتحدة.